# BMC Software
BMC Software, Inc. (NYSE: BMC), è una società americana che fornisce software per la gestione dei Sistemi Informativi, e più precisamente delle infrastrutture e dei processi Informatici IT. BMC fu fondata nel 1980 ed ha il suo quartier generale a Houston (Texas).
BMC ritiene di aver introdotto il concetto di Business Service Management (BSM), per permettere alle aziende tecnologiche di gestire la propria infrastruttura IT da un punto di vista "Business Oriented".
Nel novembre 2002 BMC ha acquisito il sistema Remedy da Peregrine Systems.

## Acquisitions
| Company                     | Year | Price                   |
| --------------------------- | ---- | ----------------------- |
| Patrol Software             | 1994 | 36 milioni di dollari   |
| HawkNet                     | 1996 | Non divulgato           |
| PEER Networks               | 1996 | Non divulgato           |
| Datatools                   | 1997 | 60 milioni di dollari   |
| Boole & Babbage             | 1998 | 877milioni - 1 miliardi |
| BGS Systems                 | 1998 | 285 milioni di dollari  |
| New Dimension Software      | 1999 | 673 milioni di dollari  |
| Optisystems                 | 2000 | 70 milioni di dollari   |
| Evity Inc.                  | 2000 | 100 milioni di dollari  |
| Perform SA                  | 2001 | 23 milioni di dollari   |
| Remedy (product)            | 2002 | Non divulgato           |
| IT Masters                  | 2003 | 42 milioni di dollari   |
| Magic Solutions             | 2003 | 47 milioni di dollari   |
| Marimba                     | 2004 | 187 milioni di dollari  |
| Identify Software           | 2006 | 151 milioni di dollari  |
| Service Management Partners | 2007 | Sconosciuto             |
| ProactiveNet                | 2007 | Sconosciuto             |
| RealOps                     | 2007 | Sconosciuto             |
| Emprisa Networks            | 2007 | 22 milioni di dollari   |
| BladeLogic                  | 2008 | 854 milioni di dollari  |
| ITM Software                | 2008 | Non divulgato           |
| MQSoftware                  | 2009 | Non divulgato           |
| Tideway Systems             | 2009 | Non divulgato           |
| Phurnace Software           | 2010 | Non divulgato           |
| Neptuny/Caplan              | 2010 | Non divulgato           |
| GridApp Systems             | 2010 | Non divulgato           |
| Coradiant                   | 2011 | Non divulgato           |
| Aeroprise                   | 2011 | Non divulgato           |
| StreamStep                  | 2011 | Non divulgato           |
| Numara Software             | 2012 | Non divulgato           |
| Correlog                    | 2018 | Non divulgato           |
| RSM Partners                | 2020 | Non divulgato           |
| Compuware                   | 2020 | Non divulgato           |
| Alderstone                  | 2020 | Non divulgato           |
| ComAround                   | 2020 | Non divulgato           |
| StreamWeaver                | 2021 | Non divulgato           |